# Sheffield Football Club
Ne doit pas être confondu avec Sheffield United Football Club ou Sheffield Wednesday Football Club.
Maillots
Le Sheffield Football Club, également connu sous le nom de Sheffield FC ou simplement Sheffield, est un club de football anglais basé à Sheffield et fondé en 1857. Le Sheffield FC est le premier club de football non-scolaire fondé et le plus ancien club de football encore en activité.

## Histoire

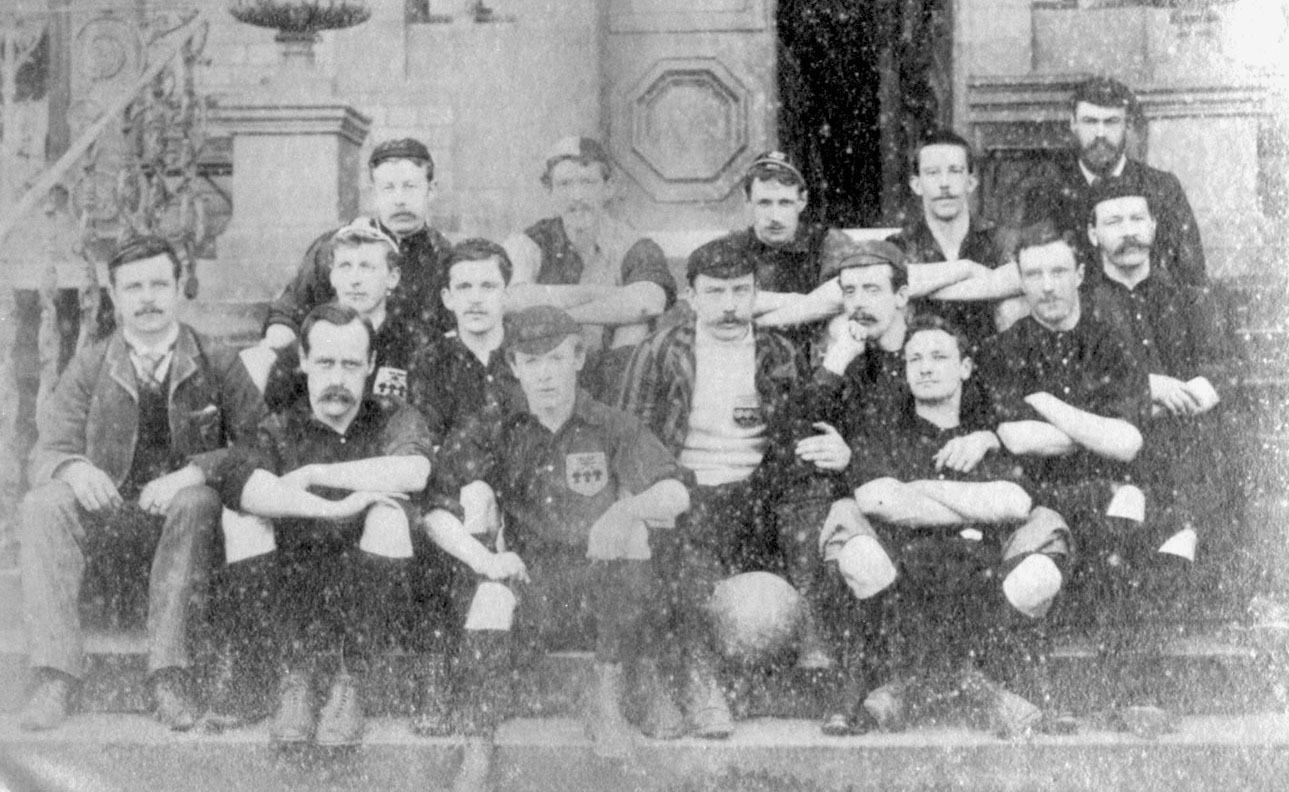
Sheffield en 1890

La pratique informelle du football débute en 1855 au sein d'un club de cricket de Sheffield. Sur cette base, le club est fondé le 24 octobre 1857 à Parkfield House dans le quartier d'Highfield à Sheffield. Les premiers matches opposent les membres du club entre eux : les hommes mariés contre les célibataires, sur le modèle ancestral de la soule.
Le rival local de Sheffield est le club d'Hallam FC, fondé en 1860. Le premier match opposant les deux formations a lieu dès 1860.
Le club adhère à la Fédération anglaise de football en décembre 1863.
La professionnalisation du football porte un sévère coup au club dès 1885 qui décline rapidement. Sheffield milite alors pour la mise en place d'une coupe nationale réservée aux clubs amateurs. Ce sera la FA Amateur Cup qui permet au club de remporter son premier trophée en 1904.

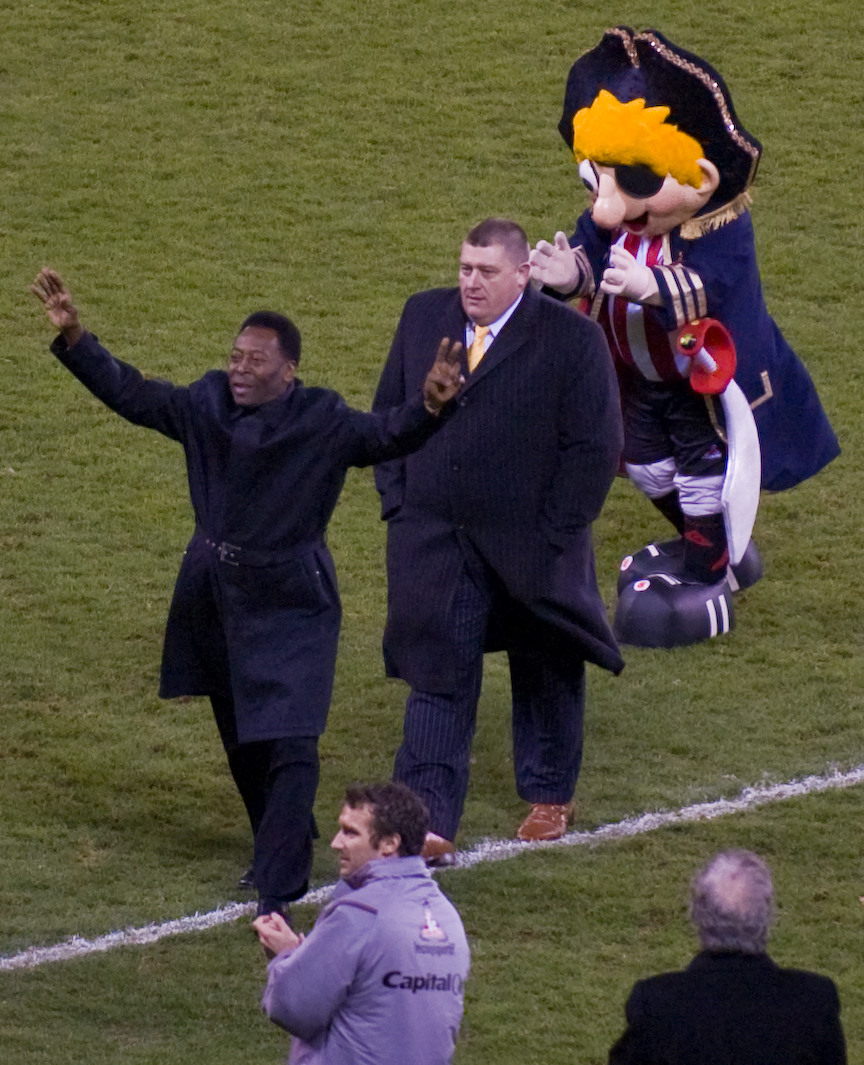
Pelé assiste au du club

Après avoir évolué de 1949 à 1982 en Yorkshire League, Sheffield joue en 2011-2012 en Northern Premier League Division One South (D8 anglaise).
Le club est honoré du titre de FIFA Order of Merit depuis 2004. Seul le Real Madrid partage cet honneur avec le doyen des clubs.

## Joueurs et personnalités du club

### Entraîneurs
Le tableau suivant présente la liste des entraîneurs du club depuis 1982.
| Rang | Nom              | Période   |
| ---- | ---------------- | --------- |
| 1    | Chris Stanley    | 1982      |
| 2    | Paddy Buckley    | 1982-1984 |
| 3    | R. Evans         | 1984-1993 |
| 4    | Kenny Johnson    | 1993-1997 |
| 5    | John Pearson     | 1997-2001 |
| 6    | Dave McCarthy    | 2001-2008 |
| 7    | Chris Dolby      | 2008-2011 |
| 8    | Mark Shaw        | 2011-2012 |
| 9    | Curtis Woodhouse | 2012      |
| 10   | Ian Whitehorne   | 2012-2014 |

| Rang | Nom              | Période   |
| ---- | ---------------- | --------- |
| 11   | Mick Wadsworth   | 2014      |
| 12   | Jordan Broadbent | 2014-2015 |
| 13   | Andy Kiwomya     | 2015      |
| 14   | James Colliver   | 2016-2017 |
| 15   | Mark Hume        | 2017      |
| 16   | Mark Shaw        | 2017-2018 |
| 17   | Gavin Smith      | 2018-     |

### Joueurs emblématiques
- William Carr (en)
- Matthew Lowton
- John Owen